# FC Roskilde
Az FC Roskilde, teljes nevén Football Club Roskilde egy dán labdarúgócsapat. A klubot 2004-ben alapították, székhelyük Roskilde.

## Története
A klubot 2004-ben alapították, a Roskilde Boldklub 1906, a Svogerslev Boldklub és a Himmelev-Veddelev Boldklub összeolvadásával.

## Jelenlegi keret
2009. február 4. szerint.
| #  |     | Poszt | Név                  |
| -- | --- | ----- | -------------------- |
| 1  | DNK | K     | Martin Johnsen       |
| 2  | DNK | V     | Dan Busk             |
| 3  | DNK | V     | Morten Wind          |
| 4  | DNK | V     | Jannick Larsen       |
| 5  | DNK | V     | Andreas K. Jørgensen |
| 7  | DNK | CS    | Jeppe Kjær           |
| 8  | DNK | CS    | Kaan Metin           |
| 9  | DNK | CS    | Marc Felby           |
| 10 | DNK | CS    | Martin Christensen   |
| 11 | DNK | CS    | Christian Hansen     |
| 12 | DNK | KP    | Jonas Andersen       |
| 14 | DNK | CS    | Michael Jørgensen    |

| #  |     | Poszt | Név                  |
| -- | --- | ----- | -------------------- |
| 15 | DNK | CS    | Glenn Darlie         |
| 16 | DNK | V     | Jacob Andersen       |
| 17 | DNK | KP    | Philip Bank          |
| 18 | DNK | CS    | Rene Rasmussen       |
| 19 | DNK | KP    | Anders Nielsen       |
| 20 | DNK | CS    | Toke Morsing         |
| 21 | DNK | CS    | Nicolai Helby        |
| 22 | DNK | V     | Mike Mortensen       |
| 23 | DNK | CS    | Tobias Perch-Nielsen |
| 24 | DNK | K     | Claus Belling        |
| 25 | DNK | K     | Niklas Dannevang     |

## Külső hivatkozások
- (dánul) Hivatalos weboldal